# Sybutramina
Sybutramina, sibutramina – organiczny związek chemiczny stosowany jako lek anorektyczny (hamujący łaknienie) w leczeniu otyłości (obesitas). Mechanizm działania polega na hamowaniu wychwytu zwrotnego noradrenaliny, serotoniny i dopaminy.

## Farmakokinetyka
W przeważającym stopniu lek wywiera efekt poprzez swoje metabolity. Sybutramina oraz jej metabolity nie wykazują działania cholinolitycznego, przeciwhistaminowego; charakteryzuje się małym powinowactwem do receptorów serotoninowych, adrenergicznych, dopaminowych, benzodiazepinowych i kwasu glutaminowego.
Nie hamuje MAO. Podana doustnie wchłania się szybko, równoczesne spożywanie posiłku zwalnia wchłanianie. Podlega efektowi pierwszego przejścia przez wątrobę, jest metabolizowana w obecności izoenzymu cytochromu P-450 (3A4) do czynnych farmakologicznie metabolitów (demetylowe pochodne M-1 i M-2), które są inaktywowane w wyniku hydroksylacji i koniugacji do nieaktywnych M-5 i M-6. Czas po którym sybutramina osiąga maksymalne stężenie we krwi (tmax) wynosi 1,2 h, tmax czynnych metabolitów – 3 h.
Z białkami surowicy sybutramina wiąże się w 97%, metabolity M-1 i M-2 w 94%. Stężenie stacjonarne metabolitów jest osiągane w ciągu 4 dni stosowania leku i jest w przybliżeniu 2 razy większe niż po podaniu pojedynczej dawki. t½ metabolitów wynosi odpowiednio 14 i 16 h i nie ulega zmianie podczas dłuższego stosowania. Lek jest wydalany głównie z moczem w postaci nieczynnych metabolitów.

## Działania niepożądane
Stosowanie sybutraminy powoduje wzrost ryzyka wystąpienia zawałów serca oraz udarów, zwłaszcza u osób ze schorzeniami układu krążenia.
Do innych działań niepożądanych sybutraminy należą: wzrost ciśnienia tętniczego krwi, przyśpieszone bicie serca, bezsenność, niepokój, wahania nastroju, u osób z zaburzeniami psychicznymi mogą wystąpić myśli samobójcze, obniżenie progu drgawkowego i wzrost ryzyka wystąpienia napadów padaczkowych, uderzenia gorąca, potliwość, nudności, biegunki, zaburzenia widzenia, parestezje, uczucie suchości w ustach, ryzyko uzależnienia od sybutraminy.

## Przeciwwskazania
Przyjmowanie preparatów zawierających sybutraminę bez konsultacji z lekarzem, może prowadzić do powikłań stanowiących istotne zagrożenie dla zdrowia i życia. Stosowanie sybutraminy jest przeciwwskazane w następujących sytuacjach:
- zaburzenia psychiczne, w tym zaburzenia depresyjne, choroba afektywna dwubiegunowa, zaburzenia psychotyczne, w tym schizofrenia, zaburzenia jedzenia
- nadciśnienie tętnicze
- nadciśnienie płucne
- choroby serca, w tym choroba niedokrwienna serca, stan po zawale serca, niedomykalność zastawek serca
- choroby tętnic obwodowych
- stan po udarze mózgu lub przemijających atakach niedokrwiennych mózgu
- u osób powyżej 65 roku życia
- padaczka
- nadczynność tarczycy
- guz chromochłonny
- jaskra z zamkniętym kątem przesączania
- retencja moczu związana z przerostem prostaty
- nadwrażliwością na sybutraminę

## Interakcje
Sybutramina może powodować poważne, zagrażające życiu interakcje z różnymi lekami, w tym lekami przeciwdepresyjnymi takimi jak inhibitory monoaminooksydazy, selektywne blokery wychwytu zwrotnego serotoniny, czy też blokery wychwytu zwrotnego serotoniny i noradrenaliny.

## Historia i dostępność na rynku

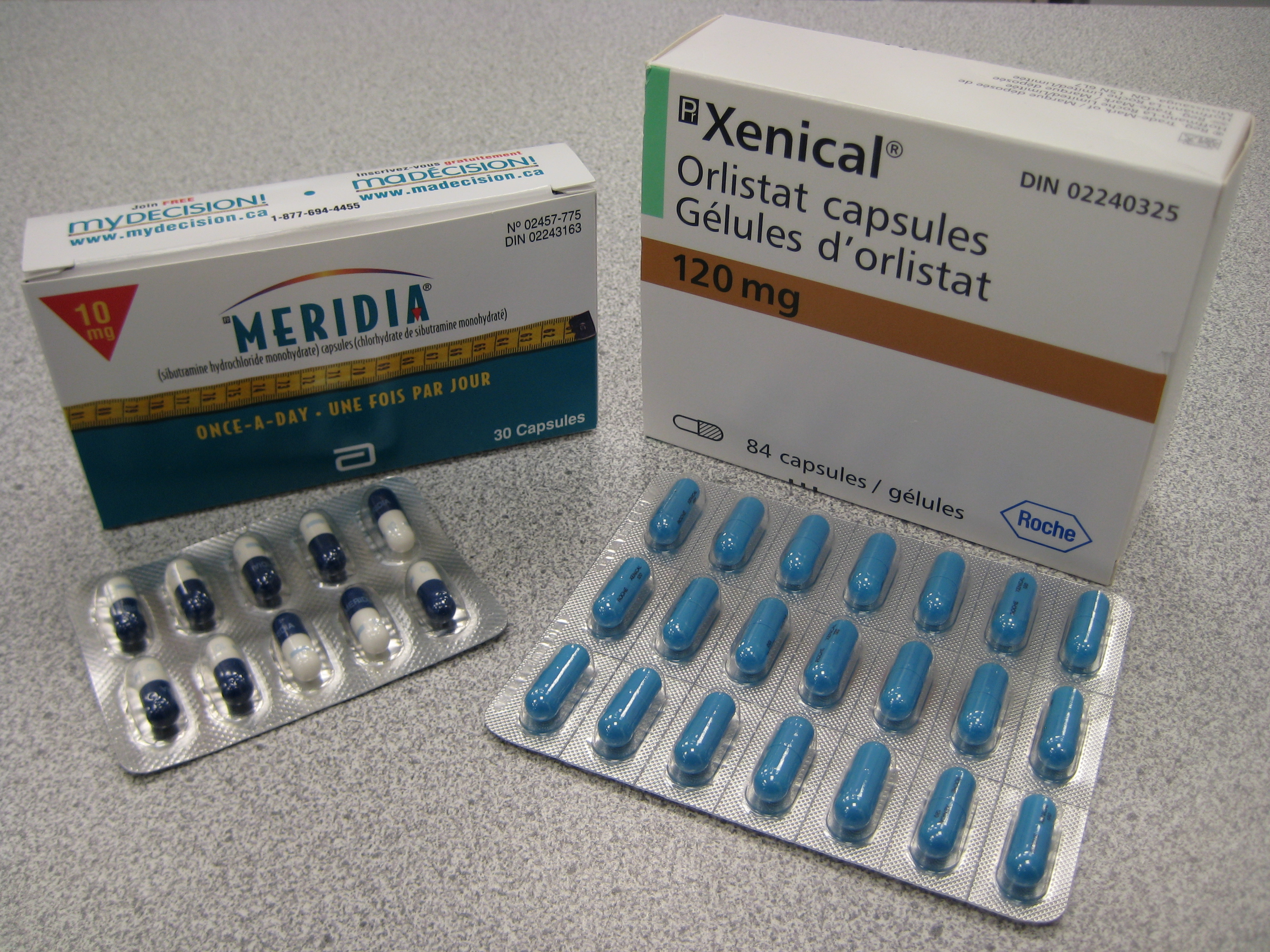
Opakowanie leku zawierającego sybutraminę (z lewej)

Dostępna w postaci chlorowodorku sybutraminy, została wprowadzona do lecznictwa w 1997 roku – wypierając powoli starsze leki anorektyczne, które wykazują wiele działań niepożądanych (np. mazindol – Mazindol, Teronac, deksfenfluraminę – Isolipan, chlorowodorek chlorfenterminy – Avipron, fenterminę – Adipex).
21 stycznia 2010 roku Komitet ds. Produktów Leczniczych u Ludzi (Comittee for Medicinal Products for Human Use) działający w ramach Europejskiej Agencji Leków (EMA) zalecił zawieszenie pozwolenia na dopuszczenie do obrotu na rynkach Unii Europejskiej wszystkich preparatów zawierających sybutraminę. Było to związane z wynikami badania SCOUT (Sibutramine Cardiovascular OUTcomes), które wykazało wzrost z 10,0% do 11,4% ryzyka wystąpienia zawału mięśnia serca nie skutkującego zgonem, udaru mózgu nie skutkującego zgonem, zatrzymania czynności serca z pozytywnie zakończoną resuscytacją lub zgonu z przyczyn sercowo-naczyniowych, u pacjentów powyżej 54. roku życia obciążonych chorobą układu krążenia lub cukrzycą typu 2 przyjmujących sybutraminę w porównaniu z placebo. Wzrost ryzyka związany był głównie ze zwiększeniem częstości zawału serca lub udaru mózgu, które nie skutkowały zgonem. Osobom stosującym lek zalecono zgłoszenie się do lekarza.
Preparaty zawierające chlorowodorek sybutraminy, które były dostępne w Polsce:
- leki oryginalne:
  - Meridia 10, Meridia 15 – kaps. 0,01 g, 0,015 g
- leki generyczne:
  - Zelixa – tabl.powl. 0,01 g, 0,015 g
  - Lindaxa 10, Lindaxa 15 – kaps. 0,01 g, 0,015 g
  - Afibron – kaps. 0,01 g, 0,015 g
  - Reduce – kaps. 0,015 g
- dostępne jako suplementy diety, rozprowadzane nielegalnie:
  - Meizitang – 0,030 g
  - Lida – 0,030 g

Po wycofaniu z oficjalnego rynku sybutramina jest jednym z najczęściej wykrywanych nielegalnych dodatków do „naturalnych” suplementów diety wspomagających chudnięcie.